# Blanca Muñoz
Blanca Muñoz Gonzalo (n. Madrid, 1963) es una artista española grabadora y escultora. Utiliza fundamentalmente el acero y chapa perforada, tanto en sus obras monumentales como en piezas pequeñas, incorporando también hilos de acero a sus grabados para convertirlos en esculturas.
Entre otros premios ha recibido el Premio Nacional de Grabado en 1999.
En 2019 fue nombrada académica de la Real Academia de Bellas Artes de San Fernando. Su ingreso en dicha institución tuvo lugar en mayo de 2021 con la lectura del discurso "El lado invisible de la luz.

### Formación
Blanca Muñoz se licenció en Bellas Artes por la Universidad Complutense de Madrid en 1988, especializándose en pintura, continuando con su formación artística en la Calcografia Nazionale del Istituto Centrale per la Grafica de Roma, con beca del Gobierno italiano (1989-1990); prosiguió su estancia en Italia al recibir una beca concedida por la Academia Española de Historia, Arqueología y Bellas Artes (1990-1991). Posteriormente consiguió una beca de la Dirección de Relaciones Exteriores de México, México D.F. (1992-93). También fue becada por la Universidad Internacional Menéndez Pelayo, Sevilla en 1994. Durante los años 1998 y 1999 estuvo en Londres, donde se formó y trabajó con técnicas de estampación digital.

## Trayectoria
Blanca Muñoz es una artista que ha probado varios tipos de artes y técnicas: la pintura, el grabado, la cerámica, la orfebrería y la escultura. 

### Grabado
En su etapa de estudios en Roma explora el grabado. Continuó con el grabado calcográfico durante sus estancias en México y  en Londres. Durante los años 90 se consolidó su reconocimiento como artista gráfica en los principales certámenes de España, obteniendo en 1999 el premio Nacional de Grabado.
En 1991 Blanca Muñoz se inició en la escultura, y se mantuvo entre dos mundos: el grabado y la escultura. Como ella misma dijo: "Prácticamente en mis primeros grabados existe una clara tendencia a la tridimensionalidad, ya en 1997 componía con varillas de acero que salían físicamente del soporte. La escultura comenzó en el transcurso de esta búsqueda".

### Escultura
Sus esculturas a gran escala y monumentales, realizadas en acero inoxidable y chapa perforada, permiten el paso de la luz proporcionando una sensación de ligereza y movilidad. Otros de sus materiales utilizados son el mármol, la cerámica y resinas lacadas. 
Las escalas y volúmenes de sus obras se pueden adaptan a espacios de interiores o exteriores.
Las esculturas inspiradas en el cosmos y en las formas contenidas en la naturaleza, jugando con los cambios de escala, las traslada a piezas de joyería: así creó en 2010 una colección de alta joyería para Grassy.
La actividad escultórica de Blanca Muñoz ha continuado en intervenciones en espacios públicos, donde ha puesto de manifiesto que la interacción de los materiales usados y una precisa coloración, consiguen una perfecta adaptación de las esculturas al entorno, ya sea este urbano o paisajístico.

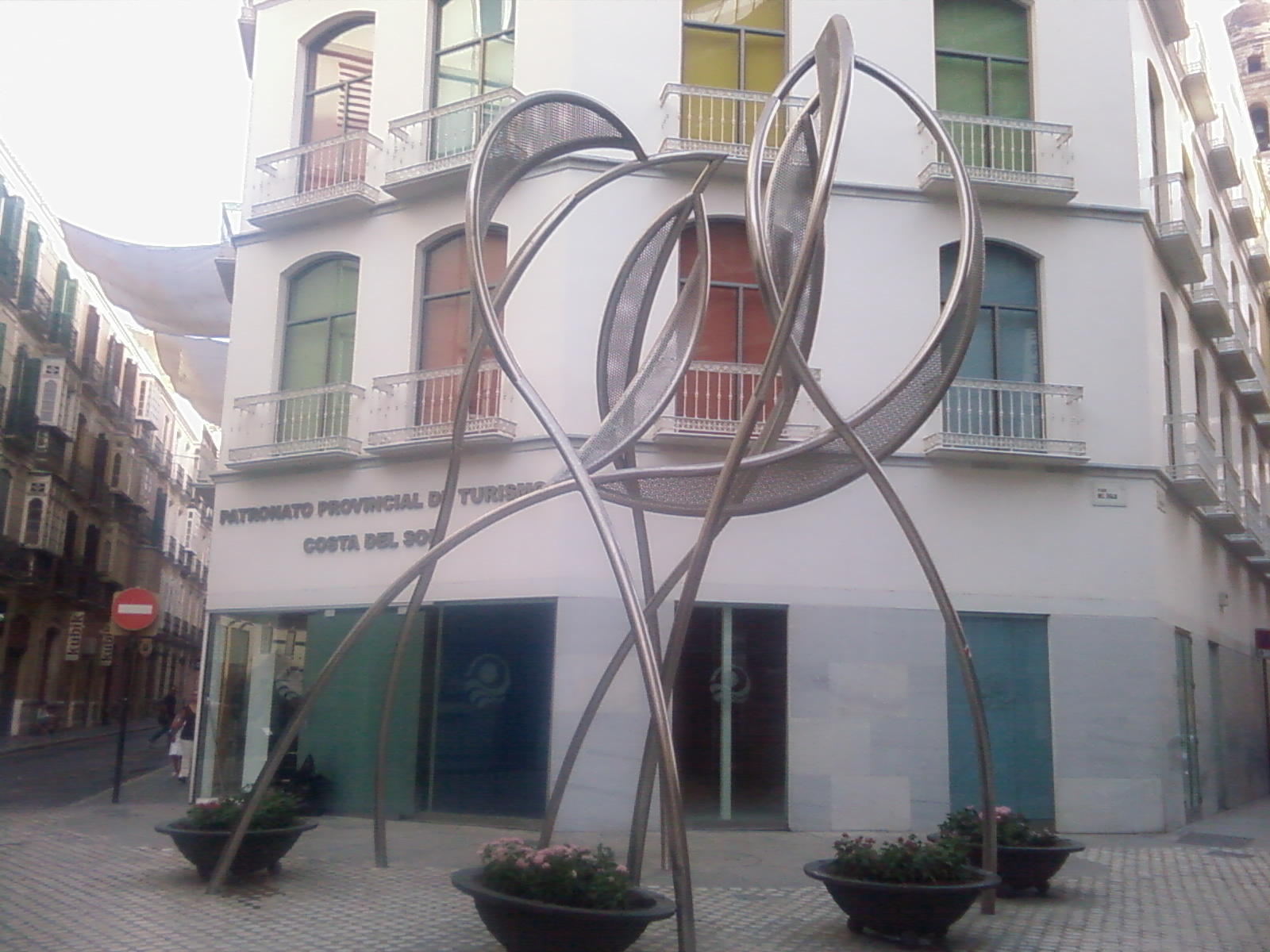
Escultura "Panta rei", plaza del Siglo, Málaga, España

Algunas de estas intervenciones monumentales son: 
- Leónidas (Estación de Príncipe Pío, Madrid, 2004. Desmontada),
- Perseidas II (Parque de la Curva, Elorrieta, Bilbao, 2005),
- Eclíptica (Palacio de Congresos, Badajoz, 2006),
- Panta rei (Plaza del Siglo, Málaga, 2008),
- Géminis (Torre Cepsa de Norman Foster, Madrid, 2009),
- Talismán (Fundación Juan March, Madrid, 2016),
- Altiva (Fundación Masaveu, Madrid, 2019).[8]

### Crítica y reseñas literarias
Han escrito sobre su obra críticos de arte y escritores como Francisco Calvo Serraller, Antonio Bonet Correa, Ángeles Caso o Javier Díaz Guardiola.

## Premios y reconocimientos
- 2021 tomó posesión como académica de la Real Academia de Bellas Artes de San Fernando por su trayectoria artística, a propuesta por el historiador Antonio Bonet Correa, el escultor Juan Bordes y la pintora Carmen Laffón.[4]
- 2014  Becas Leonardo, Fundación BBVA
- 2002  Premio de Grabado Lucio Muñoz. Premios Villa de Madrid, Madrid
- 2001  Primer Premio I Bienal de Escultura Riofisa, Madrid
- 2000  Primer Premio de Escultura Bancaixa, Valencia
- 1999  Premio Nacional de Grabado VII edición. Calcografía Nacional, Madrid
- 1997  Premio Adquisición XVI Certámenes Nacionales. Alcorcón, Madrid
- 1995  Primer Premio de Grabado Máximo Ramos, Ferrol, La Coruña
- 1994  Beca de la Universidad Internacional Menéndez Pelayo, Sevilla
- Premio de Grabado Luis Caruncho. Museo de Grabado Contemporáneo de Marbella
- 1993  Mención honorífica. Concurso de Grabado de la Ciudad de Burgos
- 1992  Primer Premio de Grabado Carmen Arozena, Madrid
- Beca de la Dirección de Relaciones Exteriores de México, México D.F. (1992-93)
- 1991  Primer Premio de la Bienal de Grabado Josep Ribera, Játiva, Valencia
- 1990  Beca Academia Española de Historia, Arqueología y Bellas Artes, Roma, Italia (1990-91)
- 1989  Beca del Gobierno Italiano. Calcografia Nazionale, Roma, Italia (1989-90)

## Exposiciones
Blanca Muñoz ha realizado exposiciones individuales y colectivas en galerías privadas y en instituciones tanto de España como fuera del país.
Su obra se ha visto en centros como el Museo Nacional Centro de Arte Reina Sofía, el Museo del Prado o el Instituto Valenciano de Arte Moderno (IVAM). 
Sus piezas también han formado parte de la exposición «Heavy Metal» celebrada en el National Museum of Women in the Arts en Washington D. C.
Desde 1997 ha participado en todas las ediciones de ARCO.

## Obras en colecciones y museos
Su obra está presente en numerosos museos y colecciones, entre los que cabe destacar: 
Academia Española de Historia, Arqueología y Bellas Artes (Roma), Calcografía Nacional (Real Academia de Bellas Artes de San Fernando, Madrid), Biblioteca Nacional (Madrid), Palacio de la Zarzuela (Madrid), Museo de L’Almodi (Valencia), la Quinta Colorada (México DF), Museo del Cabildo Insular de la Palma (Canarias), Museo de Bellas Artes de Álava (Vitoria), Museo Würth (Alemania), Fundación Coca-Cola, Colección Caja de Burgos, Ayuntamiento de Pamplona, Fundación Bancaja (Valencia), Museo Nacional Centro de Arte Reina Sofía (Madrid), Banco de España, Fundación Bilbao-Arte, Museo Würth La Rioja, etc.